# Reputación en línea

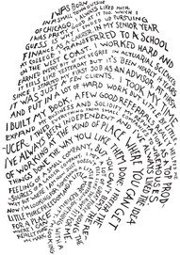
Identity

La reputación en línea es el reflejo del prestigio o estima de una persona o marca en Internet. A diferencia de la marca, que se puede generar a través de medios publicitarios, la reputación no está bajo el control absoluto del sujeto o la organización, sino que la 'fabrican' también el resto de personas cuando conversan y aportan sus opiniones. Esto es especialmente importante en Internet, dónde resulta muy fácil y barato verter información y opiniones a través de mecanismos como foros, blogs o redes sociales. Este fenómeno de amateurización de los contenidos es lo que conocemos como 'contenido generado por el usuario', del inglés 'user generated content'. Por tanto, la reputación en línea está estrechamente vinculada con la reputación de marca puesto que la reputación se genera desde los climas de opinión en línea de los consumidores en su despliegue social, tanto en el contexto en línea como off line. 

## La construcción social de la reputación
La reputación digital se define como el prestigio o valoración que una persona, empresa o institución tiene en Internet, construido a partir de lo que otros dicen sobre ella y no necesariamente por lo que la propia entidad comunica.La reputación en línea se construye a través de la coherencia, la transparencia y la responsabilidad en la comunicación.
Esto es, la reputación solo es parcialmente controlable ya que se crea y recrea a partir de las percepciones que conforman un estado de opinión, consideración y valoración de otros, a partir de las decisiones y comportamientos ético-morales y/o profesionales. Asimismo se puede sostener que la reputación es una construcción social, un producto creado y acumulado de forma colectiva y que de manera inevitable tiene efectos positivos o negativos sobre el despliegue social, económico, etc. al tener una evidente connotación pública" Por lo tanto en cada contexto de comunicación o interacción tiene unas connotaciones específicas. Una consecuencia del impacto de Internet sobre nuestras conductas relacionales es su destacable influencia en la construcción de la reputación. Las menciones positivas o negativas sobre un determinado asunto pueden alcanzar gran visibilidad y un corto período de tiempo. Al estar fácilmente accesible, la reputación puede construirse desde una multiplicidad de fuentes y ser utilizada por muchos otros usuarios para realizar juicios de valor. Así, lo que antes podía quedar en un entorno social reducido (la familia, amigos o escuela), ahora se distribuye de forma masiva y puede alcanzar grandes cotas mediáticas.
En el ámbito de las relaciones públicas y la comunicación corporativa ha tomado forma la figura del Responsable de comunidad de Internet (llamado «Community Manager» en inglés), encargado de gestionar profesionalmente los aspectos relacionados con la presencia en redes y medios sociales, y por lo tanto, vinculado a la construcción y mantenimiento de la reputación en línea.

## Implicación social y riesgos
La transformación de la reputación real en reputación en línea es un cambio cualitativo por las consecuencias que genera. Es sencillo que rumores o filtraciones puedan deteriorar o mejorar la reputación profesional y personal de determinadas personas. En el extremo más negativo, estas personas pueden ver cómo se filtran partes de su vida íntima sin que puedan controlarlo. A ello contribuyen el anonimato que permite Internet a través del uso de pseudónimos y avatares, y la fácil reproducción de las noticias e ideas, que a gran escala es lo que conocemos como contenidos virales.
En la vertiente profesional, la búsqueda de empleo y la proyección de una carrera pueden verse afectadas por el contenido generado por terceros. Son varios los informes que demuestran que los encargados de reclutar al personal de las organizaciones recurren con frecuencia a la búsqueda en Internet de sus nombres. De estos, algunos son descartados por tener una mala reputación en línea.
En una dimensión más comercial, la reputación que vierten clientes y usuarios puede ser trascendental para las ventas de empresas y organizaciones. Estos contenidos, trasmitidos en forma de 'boca-a-oreja', se convierten en recomendaciones de personas en que los usuarios confían (a veces sin conocerse personalmente) por provenir de otro consumidor, a diferencia de los mensajes publicitarios en masa.
Asimismo, el uso autónomo de la información en línea puede desarrollar una percepción del riesgo, comprendida como el proceso cognitivo por medio del cual las personas gestionan datos personales de acuerdo a sus juicios y valores. En este orden, sus comportamientos pueden generar una serie de acciones que les permite asegurar y mantenerse fuera de esos peligros reputacionales, profesionales y comerciales.
Debido a la complejidad del fenómeno no ha habido una legislación internacional adecuada que pueda proteger a usuarios de redes sociales, individuos o empresas de una posible difamación. Sin embargo algunos países han lanzado campañas en medio masivos para sensibilizar a adolescentes sobre la información que comparten en línea y así evitar proporcionar datos e información innecesaria que puede convertirse en contra de ellos.

## Cómo se mide
La reputación en línea suele medirse mediante sistemas de votación, Aunque no siempre es así. Muchos portales web proporcionan una medida de la reputación basada en el tipo de servicios que ofrecen. Por ejemplo, eBay permite que los usuarios se voten entre ellos en cada transacción que se realiza. También se pueden encontrar webs como Trust-index cuyo objetivo es asignar un índice de confianza a un determinado elemento, que puede ser una marca, un proveedor de servicios, una persona, institución, etc. Este índice estaría basado en la confianza que el elemento en cuestión genera a las personas que lo votan.
No obstante la reputación en línea no depende de sistemas de votación parciales sino que para identificarla es necesaria una metodología empírica: monitorización (esto es, rastreo del clima de opinión alrededor del tema, marca, persona, etc.) , de la que se desee llevar a cabo la investigación. Y un segundo paso, que es propiamente la investigación de la reputación en línea. Para ello se puede hacer una aproximación desde la etnografía digital o con metodología sociológica en la que es imprescindible la parametrización de ese clima de opinión para poder identificar medios en los que se opina, temáticas sobre las que se opina, tipologías de opinantes y actitudes valorativas. Además de una aproximación cuantitativa para medir el clima de opinión es imprescindible una aproximación cualitativa. Se trata, sin duda, de una disciplina germinal que no es fácil que las herramientas tecnológicas de monitorización puedan llegar a cumplir en su totalidad debido a las deficiencias de interpretación semántica del lenguaje natural.

## Gestión y monitorización
Aunque la reputación solo es parcialmente controlable, si puede medirse de forma más o menos útil o fiable. La forma más eficaz de controlar las menciones sobre nombres y marcas es su generación de forma proactiva: construir contenidos propios para que otros no puedan ocupar ese espacio con sus concepciones. Cuanto más contenido generen personas y organizaciones, más difícil resultará a un tercero que sus comentarios superen en exposición a los de sus mayores interesados. Por otro lado, la creación de información sobre nosotros mismos puede aumentar el escrutinio de terceras personas sobre nuestras actividades y discursos.
Un aspecto esencial de la gestión de la reputación en línea es la monitorización para estar al tanto de ataques potenciales contra la reputación del individuo o de la organización en cuestión. A tal fin las agencias especializadas emplean sofisticadas herramientas tecnológicas que permiten conocer de forma casi instantánea todos los contenidos generados tanto en buscadores como en blogs, redes sociales, etc.
Sea como fuere, además, es importante tener en cuenta otros tres aspectos: nunca entrar en la polémica, responder a las crisis de reputación con un mensaje personal y, si es el caso, aprender de los errores.

## Software, servicios y soluciones
Los softwares y soluciones que miden la reputación en línea (en algunos casos también la off line) lo hacen mediante el análisis del tono contextual. Con este análisis se obtiene una escala de puntuación de tres valores: Positivo, Neutro y Negativo.
Existen en todo el mundo más de 80 empresas que ofrecen servicios con los que en parte se puede medir la reputación de una marca, de una empresa o de una persona. La mayoría de estas empresas lo hacen monitorizando las redes sociales y los blogs.
Otras lo hacen midiendo también los medios impresos off line (prensa y revistas), los online, la prensa digital, los blogs, redes sociales, los foros y los aéreos como la televisión y la radio. Sin embargo hoy en día una de las herramientas más comunes utilizadas para controlar la imagen de una persona o empresa en línea es utilizando Google Alerts.
También existen soluciones para gestionar los resultados que aparece en Google por tu nombre o marca. Estas soluciones detectan y generan alertas sobre contenidos de temáticas concretas que tienen visibilidad en los buscadores por términos de búsqueda de marca. Estas soluciones se aplican cuando estás en un proceso de desposicionamiento de contenidos perjudicial o posicionamiento de contenido positivo. El desposicionamiento es una estrategia que consiste en desplazar contenido en buscadores donde nadie los ve, solo un porcentaje muy pequeño de los usuarios llega a la segunda página de Google cuando realiza búsquedas.
Otra solución alternativa al desposiconamiento es la solicitud de eliminación o desindexación del contenido perjudicial en buscadores. Este proceso se base en un marco jurídico que regula el derecho al honor, el derecho al olvido o la protección de datos. 